# Arto Tolsa
Arto Tolsa   (Kotka, 9 d'agost de 1945 - Kotka, 30 de març de 1989) fou un futbolista finlandès de la dècada de 1970.
Fou 77 cops internacional amb la selecció finlandesa.
Pel que fa a clubs, destacà a KTP i Beerschot.